# جوليم (يهودية)
الجوليم أو الغولم (بالعبرية: גּולֶֹם) هو كائن أسطوري مذكور في الفلكلور اليهودي، يُصور عادةً على هيئة مخلوق بشري من مادة طينية، يُحيى بواسطة علماء الدين أو السحرة وفقاً لمرويات تقليدية. وقد مثّل الغولم عبر العصور رمزاً للعديد من المعاني مثل الحماية، العزلة، والأمل واليأس.

## التسمية
كلمة غولم وردت مرة واحدة في الكتاب المقدس العبري، وتحديداً في سفر المزامير (139:16)، بمعنى "الكتلة غير المتشكلة" أو "المادة الخام". كما استخدم التلمود المصطلح لوصف الشخص الجاهل أو غير المصقول.
في العبرية الحديثة، تعني الكلمة الشخص الغبي أو العاجز، ودخلت إلى اليديشية بمعنى "شخص ثقيل الحركة".

## الأصل والأساطير
تعود أقدم إشارات الغولم إلى التلمود، حيث ذُكر أن آدم عليه السلام خُلق بدايةً كغولم قبل أن تُبث فيه الروح. كما تذكر بعض الروايات أن الحاخام يهودا لوف بن بيتسلئيل في براغ بالقرن السادس عشر قام بصنع غولم لحماية الجالية اليهودية من الاضطهاد.

## كيفية الخلق
وفقاً للأساطير، يُصنع الغولم من الطين ويُحيى عبر استخدام حروف عبرية مقدسة. غالباً ما تُكتب كلمة "حق" (אמת) على جبهته لتفعيله، ويتم إبطال الغولم بمسح الحرف الأول، لتتحول الكلمة إلى "مات" (מת).

## في الثقافة الحديثة
أصبحت كلمة "غولم" رمزاً عاماً لأي كائن صناعي أو مخلوق أنثروبي بدائي، خصوصاً في الأعمال الأدبية وألعاب الفيديو مثل الزنزانات والتنانين.

## في المفاهيم الإسلامية
ربما توجد بعض التقاطعات بين فكرة الغولم وبين الخلق الإنساني كما ورد في القرآن الكريم، حيث ذُكر أن الله تعالى خلق الإنسان من طين. غير أن الغولم يظل مخلوقاً ناقصاً بدون روح، على عكس الإنسان الذي أكرمه الله بالنفخ من روحه.